# Kościół św. Michała Archanioła w Jastrowiu
Kościół Świętego Michała Archanioła w Jastrowiu – jeden z dwóch rzymskokatolickich kościołów parafialnych w mieście Jastrowie. Należy do dekanatu Jastrowie. Mieści się przy ulicy Poznańskiej. 

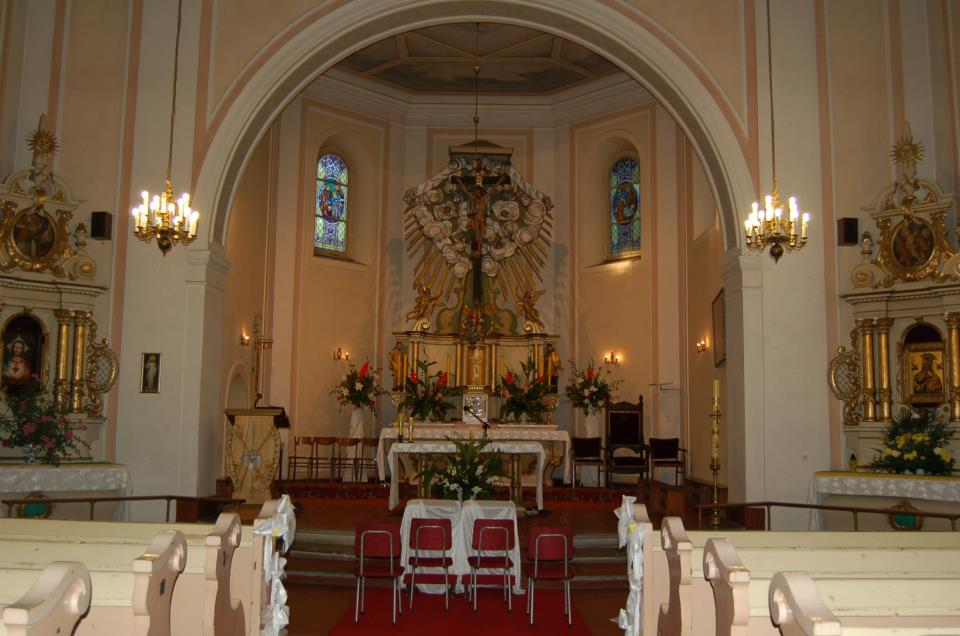
Wnętrze świątyni

Jest to neobarokowa budowla wybudowana w 1913 roku, konsekrowana w 1915 roku. Posiada wieżę. Do wyposażenia świątyni należą: zabytkowy barokowy ołtarz główny, wykonany w 1753 roku, drewniane figury św. Jana Nepomucena i św. Kazimierza z XVIII stulecia oraz kamienna kropielnica z 1800 roku.